# Sybra stigmatica
Sybra stigmatica es una especie de escarabajo del género Sybra, familia Cerambycidae. Fue descrita científicamente por Pascoe en 1859.
Habita en Indonesia y Papúa Nueva Guinea. Esta especie mide 6,75-9,7 mm.